# Bunratty
Bunratty (Iers: Bun Raite) is een dorp in het oosten van County Clare in Ierland, gelegen aan de rivier de Ratty (bovenloops de O'Garney geheten). De naam "Bun Raite" betekent zo veel als "Mond van de Ratty": iets verder stroomafwaarts mondt de Ratty uit in de Shannon. De plaats is het bekendst vanwege Bunratty Castle en het daarbij gelegen folkloristische park. Het eigenlijke dorp ligt aan de westzijde van het kasteel.

## Transport
De snelweg N18 verbindt het dorp met Limerick en Ennis/Galway. De lokale weg L3126, ook wel Old Bunratty Road genoemd, is de oude hoofdweg die nu vervangen is door de snelweg.

## Economie
Naast Bunratty Castle is de toeristische sector heel belangrijk en het dorp kent dan ook een groot aantal B&B's en meerdere hotels. Ook is er een aantal toeristisch ingestelde winkels en restaurants. Het bekendste restaurant is Durty Nellys.
Niet aan het toerisme gerelateerd zijn een steengroeve en een transportbedrijf.

## Geschiedenis
Het dorp is ontstaan als een nederzetting van de Ui gCearnaigh-stam bij een kleine heuvel aan een verhoogde weg, gelegen te midden van moerassig gebied en de uiterwaarden van de Shannon en de Ratty. Later werd de nederzetting overgenomen door de Vikingen. Van deze nederzetting is weinig meer bekend dan dat zij volgens de Annalen van de Vier Meesters in 977 is verwoest door Brian Boru, . De Anglo-Noormannen waren de volgende groep die hier neerstreek. Robert de Muscegros, de lokale landheer, kreeg in 1253 een vergunning voor het houden van wekelijkse markten en jaarlijkse festivals.
In 1276 kwam het gebied in handen van Thomas de Clare, die begon met het verdrijven van de lokale bevolking ten voordele van Engelse kolonisten, wat leidde tot een groot aantal grotere en kleinere oorlogen. Een van de voormannen in deze strijd was zijn zoon Richard de Clare, die in 1318 een grote expeditie begon die eindigde met een zware nederlaag (en zijn dood) in de Slag bij Dysert O'Dea. Na de dood van De Clare ging de Anglo-Noorse nederzetting ter ziele en kwamen de Ierse stammen terug.
Aan het einde van de 13e eeuw telde het dorp ongeveer 1000 personen.

## Bunratty Castle

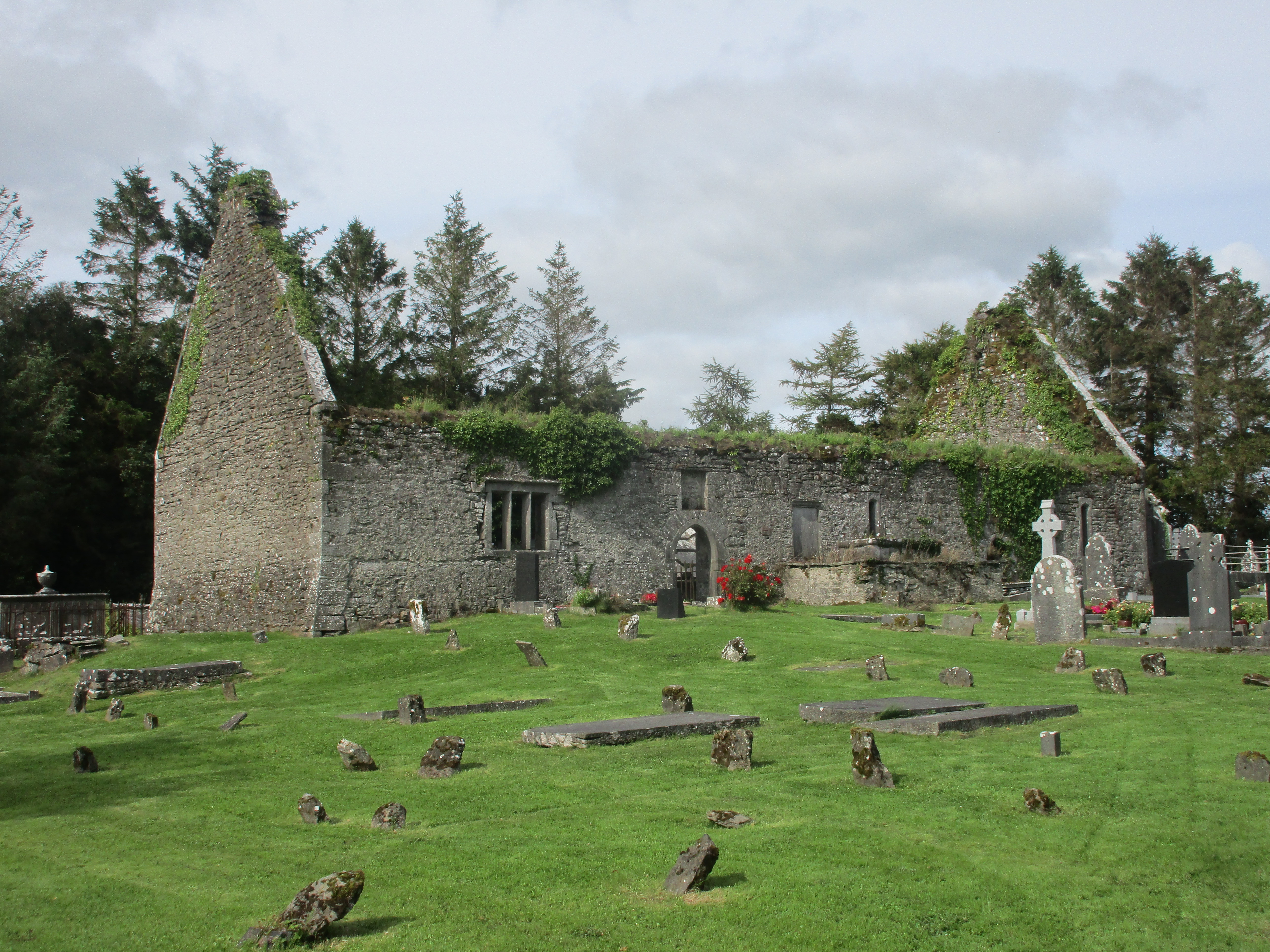
De kerkruïne van Bunratty

De Anglo-Noorman Robert de Muscegros bouwde in 1251 het eerste kasteel van Bunratty. Zeer waarschijnlijk was dit een houten mottekasteel. Het zou niet op de plek van het huidige kasteel hebben gestaan, maar in de nabijheid van de kerkruïne. Later gaf De Muscergros dit bezit op en vertrok.
In 1276 kwamen Bunratty en het koninkrijk Thomond in handen van Thomas de Clare. Hij bouwde hier in 1277 een stenen kasteel, dat later de thuisbasis werd van zijn zoon Richard de Clare. Na de dood van De Clare in de Slag bij Dysert O'Dea in 1318 werd dit kasteel door zijn weduwe afgebrand.
In 1353 was het kasteel in handen van Thomas de Rokeby, die het herstelde en uitbreidde. Hij legerde hier een groot Engels garnizoen. Lang heeft De Rokeby niet kunnen genieten van het herstelde kasteel, want reeds in 1355 werd het ingenomen door de Ieren van de O'Brien- en MacNamara-clans. Het bleef de volgende 200 jaar in Ierse handen.
Rond 1430-1440 werd het kasteel herbouwd op de ruïnes van De Rokeby's kasteel. Dit kasteel zou gebouwd zijn door Maccon MacNamara en zijn zoon Seán Finn MacNamara. De MacNamara's hadden hier hun centrum tot het rond 1500 in handen kwam van de O'Brien-clan.
Bij de Ierse opstand van 1641 kwam het kasteel in handen van de Ierse Katholieke Confederatie. Graaf Barnaby O'Brien leverde het kasteel in 1646 over aan de New Model Army van Oliver Cromwell, ter plaatse onder leiding van William Penn, en verdween discreet naar zijn bezittingen in Engeland. De Ierse Katholieke Confederatie nam het kasteel vervolgens na een beleg van twee maanden in. In 1651 werd het kasteel weer ingenomen door de Engelsen, die er een sterk garnizoen legerden.
Een nieuw leven
In de periode daarna werd het kasteel verlaten en raakte in verval. In 1953 werd het kasteel gekocht door Standish Vereker, heer van Gort, op advies van John Hunt en Brendan O'Regan. De renovatie begon in 1957 en was voltooid in 1960. Op advies van O'Regan begon men met het organiseren van middeleeuwse banketten, wat een enorme toeristische trekpleister werd. Vereker bleef de eigenaar, maar liet de exploitatie over aan Shannon Development en, na een reorganisatie in 2014, aan zijn dochteronderneming Shannon Heritage.